# Biotopo Wiesermoos
Il Biotopo Wiesermoos è un'area naturale protetta che si trova nel territorio comunale di Predoi in Alto Adige. Fu istituita nel 1992.
Occupa una superficie di 13,89 ha nella provincia autonoma di Bolzano.